# Хубер, Арнольд
Арнольд Хубер (нем. Arnold Huber; 11 сентября 1967, Брунико, Италия) — итальянский саночник, выступавший за сборную Италии в 1990-е годы. Принимал участие в зимних Олимпийских играх 1994 года в Лиллехаммере, но в программе одиночных мужских заездов смог подняться лишь до четвёртого места.
Арнольд Хубер является обладателем шести медалей чемпионатов мира, в его послужном списке одна золотая награда (одиночные заезды: 1991), две серебряные (смешанные команды: 1990, 1995) и две бронзовые (смешанные команды: 1991, 1993). Один раз спортсмен становился призёром чемпионата Европы, на соревнованиях 1990 года в Инсбруке он удостоился бронзы. Лучший результат на кубке мира показал в сезоне 1989—1990, заняв в общем зачёте второе место.
Арнольд приходится родным братом трём не менее известным спортсменам: Вильфриду, Гюнтеру и Норберту. В общей сложности на счету четырёх братьев Хубер пять олимпийских наград (2 золота, 1 серебро и 2 бронзы) и более 20 медалей с чемпионатов мира по санному спорту и бобслею.